# Мерень (Аненій-Нойський район)
Мерень (рум. Mereni) — село в Аненій-Нойському районі Молдови. Утворює окрему комуну.

## Населення
За даними перепису населення 2004 року у селі проживали 6174 особи.
Національний склад населення села:
| Національність       | Кількість осіб | Відсоток   |
| -------------------- | -------------- | ---------- |
| молдавани румуни     | 5805 288       | 94,0% 4,7% |
| українці             | 31             | 0,5%       |
| росіяни              | 26             | 0,4%       |
| болгари              | 12             | 0,2%       |
| гагаузи              | 4              | 0,1%       |
| цигани               | 2              | < 0,1%     |
| інша / без відповіді | 6              | 0,1%       |
| Всього               | 6174           | 100%       |

## Видатні уродженці
- Георге Постіке — молдовський історик і археолог.